# Laonome tridentata
Laonome tridentata är en ringmaskart som beskrevs av Moore och Bush 1904. Laonome tridentata ingår i släktet Laonome och familjen Sabellidae. Inga underarter finns listade i Catalogue of Life.